# Brienomyrus niger
Brienomyrus niger är en fiskart som först beskrevs av Günther, 1866.  Brienomyrus niger ingår i släktet Brienomyrus och familjen Mormyridae. IUCN kategoriserar arten globalt som livskraftig. Inga underarter finns listade.